# The Nature of Things (télévision)
Pour les articles homonymes, voir The Nature of Things.
The Nature of Things est une émission de télévision documentaire canadienne de langue anglaise portant sur la science, et diffusée depuis le 6 novembre 1960 par la CBC Television. Elle est présentée depuis 1979 par le généticien et zoologiste Dr David Suzuki.

## Concept deThe Nature of Things
Le concept de l'émission The Nature of Things tel qu'il a été imaginé par David Suzuki est de sensibiliser le plus grand nombre aux lois de la Nature, cela en rendant accessibles les concepts scientifiques complexes pas forcément évidentes de premier abord. De ce fait, les personnes acquièrent une meilleure conscience des règles technologiques et scientifiques qui régissent le monde afin de pouvoir prendre des décisions en toute conscience.

## Historique
Le 6 novembre 1960, CBC Television lance un programme scientifique d'une demi-heure présenté par Donald Ivey (en) avec Patterson Hume. L'émission est baptisée The Nature of Things (La Nature des Choses) d'après un poème du philosophe romain Lucrèce : Dē Rērum Nātūrā (De la nature des choses),. De 1961 à 1979, l'émission est présentée tour à tour par plusieurs animateurs dont Lister Sinclair, Donald Crowdis (en) et John Livingston.
En 1974, la chaîne lance une autre émission scientifique, appelée Science Magazine et présentée par le généticien et écologiste David Suzuki.
En 1979, les deux programmes scientifiques, The Nature of Things et Science Magazine, fusionnent pour former un programme d'une heure intitulé The Nature of Things with David Suzuki et présenté par David Suzuki.
En 2010, l'émission fête ses 50 ans. Elle a été diffusée dans plus de 80 pays.

## Distinctions
The Nature of Things est distingué par plusieurs récompenses et nominations canadiennes comme les AMPIA Awards, les CableACE Awards, les Prix Écrans canadiens et les Prix Gemini.
- Prix Gemini 2004 : Meilleure série documentaire
- Prix Gemini 2007 : Meilleure musique originale pour un documentaire
- Prix Gemini 2011 : Meilleure photographie pour un documentaire et Meilleure documentaire scientifique
- Prix Écrans canadiens 2013 : Meilleur programme documentaire et Meilleur réalisateur d'un documentaire
- Prix Écrans canadiens 2015 : Meilleur programme documentaire scientifique